# Wafa Sultan

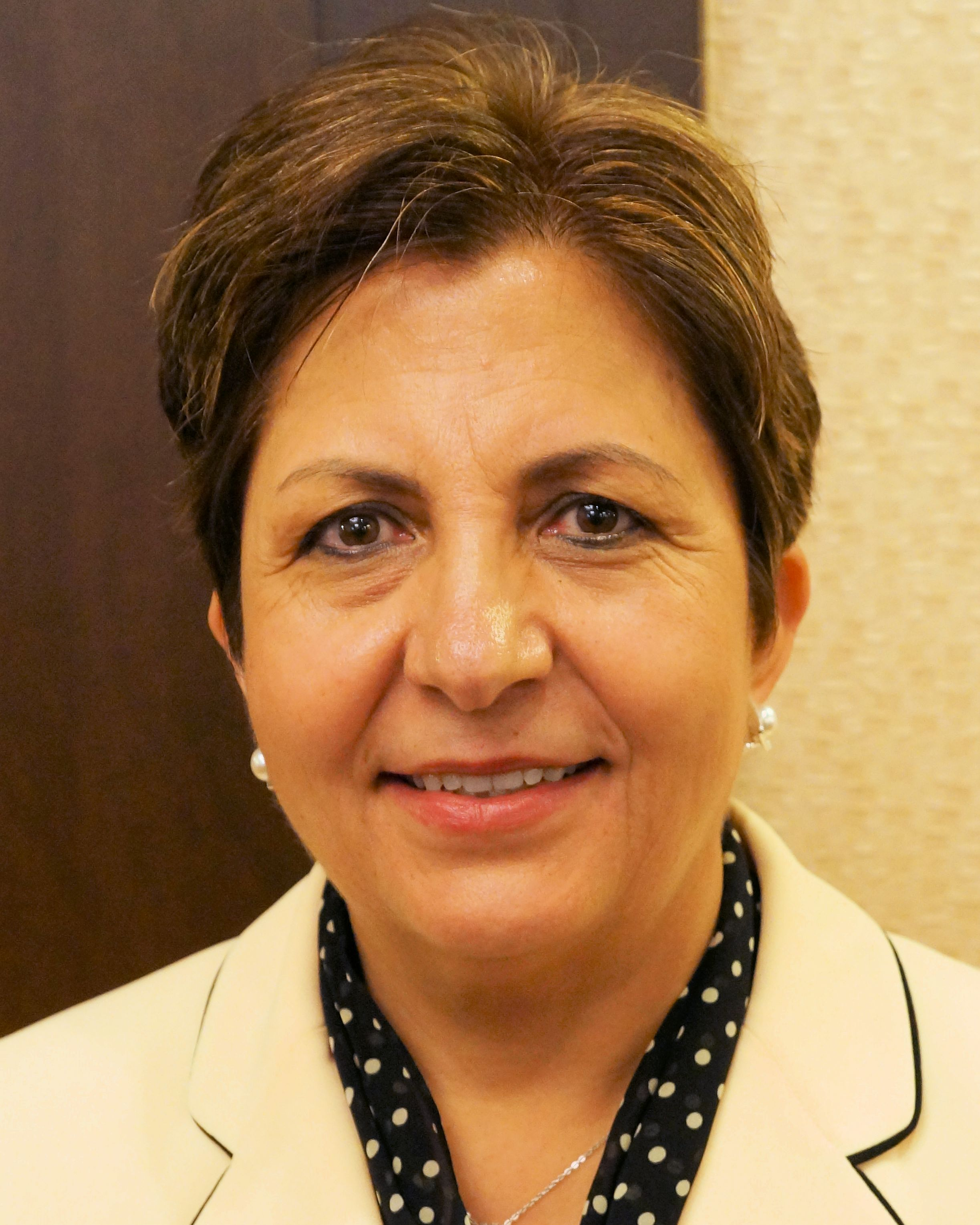
Wafa Sultan, 2012

Wafa Sultan (arab. وفاء سلطان, ur. 14 czerwca 1958 w Banijas, Syria) – amerykańska lekarz psychiatra syryjskiego pochodzenia, kontrowersyjna komentatorka polityczna.
Ukończyła studia na Uniwersytecie w Aleppo. W 1989 roku wyemigrowała do Stanów Zjednoczonych. Mieszka w Los Angeles. Popularność przyniosły jej eseje polityczne, w których nie unika tematyki arabskiej i muzułmańskiej.
Największą sławę zyskała po wywiadzie udzielonym telewizji Al-Dżazira, w którym następująco skrytykowała tezę Samuela Huntingtona o zderzeniu cywilizacji:
„Starcie, którego jesteśmy świadkami na całym świecie, nie jest starciem religii albo starciem cywilizacji. To jest kolizja między dwoma przeciwieństwami, między dwiema erami. To jest starcie między umysłowością, która należy do średniowiecza i inną umysłowością, która należy do XXI stulecia. To jest starcie między cywilizacją a zacofaniem, między cywilizacjami i prymitywizmem, między barbarzyństwem a racjonalnością”.
Inny znany cytat z tego wywiadu to: „Muzułmanie przed żądaniem, by ludzkość szanowała ich, muszą zapytać się sami, co oni mogą zrobić dla ludzkości”, co może być zamierzoną parafrazą znanego powiedzenia Johna F. Kennedy’ego.
Wywiad został szeroko rozpowszechniony i komentowany w światowych mediach. Stał się m.in. przyczyną gróźb skierowanych w stronę publicystki przez kręgi islamskie.
Sultan znana jest z negatywnego nastawienia do islamu, który uważa za religię destrukcyjną.